# Sa'aga Talu Teafa
Sa'aga Talu Teafa est un homme politique tuvaluan.

## Biographie
Employé dans la haute administration publique, il devient secrétaire permanent au ministère des Services publics. Puis de 2014 à 2019, il est le premier ombudsman de l'histoire du pays.
Il se présente avec succès à l'élection législative partielle du 6 juin 2022 dans la circonscription de l'atoll de Niutao, due à la mort du député et ministre Katepu Laoi ; il entre ainsi au Fale i Fono, le parlement national. Le Premier ministre Kausea Natano le nomme ministre des Autorités locales, de l'Agriculture et de la Culture,. Il conserve son siège de député aux élections législatives de 2024 et est nommé ministre du Développement des ressources naturelles par le nouveau Premier ministre Feleti Teo.